# ريموند كرزويل
ريموند كرزويل (بالإنجليزية: Raymond Kurzweil) (1948) كاتب ومخترع وعالم حاسوب أمريكي

## حياته، تعليمه، انجازاته
ولد وترعرع في مدينة نيويورك، لأب موسيقي وأم رسامة، وكلاهما من اليهود العلمانيين ذوي الأصول الأوروبية، غادروا من النمسا إبان الحرب العالمية الثانية، نشأ في كنيسة الموحدين لمدة 5 سنوات، كان يهوى تصميم القوارب الورقية والسيارات، عمل عمه في مختبرات بيل، وكان له دور كبير في إقحام رايموند عالم الإعلام الآلي، وعمره لا يتجاوز 12 سنة، حيث أرشده إلى برمجة برنامج حول الإحصاء وقد اُسْتُعْمِل من قبل الباحثين في شركة أي بي ام، وفي سن 15 سنة حيث كان في المدرسة الثانوية انشأ برنامج حاسوبي يحلل أعمال الملحنين، ويحاكي أغاني بأساليب مماثلة لأعمال الملحنين، في عام 1965 تم استضافته في حصة تلفزيونية «سي بي اس» وقدم برنامجه على المباشر وقام بعمل تطبيقي لبرنامجه، في نفس السنة فاز بالجائزة الأولى في المعرض الدولي للاختراعات العلمية، كما اعترف به من قبل منظمة البحث في المواهب«ويستنغ هاوس» وكرمه الرئيس ليندون جونسون خلال مراسيم أقيمت في البيت الأبيض.
بعد استكماله للدراسة الثانوية بنجاح، سجل في معهد ماساتشوستس للتكنولوجيا عام 1967 وفي سنته الثانية عام 1968 أسس أول شركة خاصة به وذلك من خلال إنشائه لبرنامج انتقاء وتوجيه الناجحين في الشهادة الثانوية نحو مؤسسات التعليم العالي، حيث يتركز البرنامج على أسماء الكليات والمعايير المختلفة للتسجيل بها وإجابات الاستبيان المقدمة من قبل الطلاب، حيث بيع البرنامج بحوالي 100.000 دولار، تخرج رايمون كورزويل من معهد ماساتشوستس للتكنولوجيا بدرجة بكالوريوس في علوم الحاسب الآلي علم 1970.

## انجازات أخرى
انشأ كورزويل شركة لتطوير أنظمة الحاسب الآلي للتعرف على الكلام وكان أول منتج ظهر أول مرة عام 1987
بدا كورزويل ببناء نظام كورزويل للأنظمة التعليمية في عام 1996 لتطوير تقنيات الكمبيوتر لمساعدة ذوي الاحتياجات الخاصة مثل المعاقين والمكفوفين....
و خلال 1990 أسس كورزويل شركة التعليم الطبي، منتجات هاته الشركة اشتملت على برامج تفاعل الحاسوب مع الأطباء ومحاكاة عمله، في نفس الفترة انشأ كورزويل موقعا على الواب يضم برامج كمبيوتر تساعد على اكتساب مهارات الفنون الإبداعية، حيث يتيح الموقع تنزيلات مجانية لبعض التطبيقات، تزامنا مع انطلاق هذا الموقع انشأ كورزويل موقعا آخر مخصص لإبراز أخبار التطورات العلمية، ونشر آخر ما توصلت إليه التكنولوجيا، كما يتيح فرصة للنقاش والتفاعل عبر منتدى مدمج 'اسمه منتدى العقل –اكس"
في عام 1999 انشأ كورزيل نظاما يسمح بتسريع المعاملات المالية، بدا التداول به عام 2006، كما ألف كتابا سماه «عصر الآلات الروحية» عام 1999 توقع من خلاله أن أجهزة الكمبيوتر ستثبت في يوم ما تفوقها على أفضل العقول في اتخاذ القرارات الاستثمارية المربحة، في عام 2001 أصدرت فرقة الروك الكندية ألبوما بعنوان «الآلات الروحية» بناء على كتاب كورزويل، حيث تم أخذ مقتطفات من كتابه ودمجها في أغاني.
في جوان 2005 قدم كورزويل للاتحاد الوطني الأمريكي للمكفوفين جهاز.... وهو جهاز بحجم الجيب، يتكون من كاميرا رقمية ووحدة كمبيوتر يشبه جهاز القراءة الذي أطلقه كورزويل قبل 30 عاما.
قام كورزويل بإنشاء فيلم يحمل اسم «الوحدانية قريبة»، قصة حقيقية حول المستقبل في عام 2010، وجزء من كتابه «الوحدانية قريبة»2005، فيه جزء خيالي وجزء غير خيالي، حيث كانت لكورزويل مقابلات مع كبار المفكرين امثال «مارفن ميتسكي»، بالإضافة إلى جزء من قصة تجسد الآلهة الكمبيوتر -رامونا- ينقذ العالم بواسطة الروبوتات المجهرية.
في عام 2010 لأول مرة كورزويل ينتقد فيلما وثائقي مستقلا يسمى «التوصيل» عرض في مهرجان سياتل الدولي حيث يروي فيه الكاتب الراحل جوزيف وايزمبوم مجادلة حول مزايا الحياة الأبدية.
في عام 1974 بدأت شركته في إنتاج منتجات الكمبيوتر حيث قام ببناء نظام التعرف الضوئي على الحروف وهو إنجاز غير مسبوق، بعدها قرر إنشاء جهاز يحول النص إلى كلام يعود بالفائدة إلى المكفوفين وقد تم وضع اللمسات الأخيرة على هذه التكنولوجيات في مخابر«بيل» حيث ازيح الستار يوم 13 يناير 1976 عن«أول آلة قادرة على قراءة الكتب للمكفوفين» خلال مؤتمر صحفي حضره مسئولو الاتحاد الوطني الأمريكي للمكفوفين.
في عام 1978 بدأ رايموند كورزويل ببيع نسخ تجارية من برنامجه القادر على التعرف على الحروف، كان أول زبون لهذا المنتج هي شركة ليكسس نيكسس الفرنسية الخبيرة في النشر، حيث استخدمته في تحميل الوثائق الورقية القانونية والأخبار على قواعد البيانات وعلى الإنترنت
في عام 1980 باع رايموند كورزويل شركته لشركة «ليرنوت وهوسبيي» وهي شركة بلجيكية رائدة في تطوير تقنيات الحاسب الآلي وتركيب والتعرف على الصوت كانت تعرف سابقا باسم «سكان سوفت». وبعد إفلاس هذا الأخير قامت شركة «زيروكس» (هي شركة عالمية متخصصة في مجال إدارة المستندات، والتي تصنع وتبيع عدد من طابعات الألوان والأبيض-اسود، وآلات التصوير الضوئي) بشراء النظام وعمل بها رايموند كورزويل كمستشارا حتى عام 1995.
بعدها كانت مشاريع رايموند كورزويل كلها في مجال تكنولوجيا الموسيقى الإلكترونية، بعد لقائه سنة 1982 مع «ستيفي وندر» (مغني وملحن وكاتب أغاني ومنتج موسيقي) حيث عبر رايموند عن أسفه لهذا الأخير عن التباعد في القدرات والصفات بين إمكانيات الآلات الإلكترونية والآلات التقليدية، من هنا استلهم رايموند إلى خلق جيل جديد من الموسيقى قادرة على محاكاة وتكرار بدقة عالية الأصوات من الآلات الحقيقية، وقد وصل إلى مراده في نفس السنة، بعدها وفي سنة 1984 قدم رايموند للعالم جهازا قادرا على تقليد عدد من الأصوات وهو جهاز
بيعت أنظمة رايموند الموسيقية إلى الشركة الكورية المصنعة للآلات الموسيقية «يونغ تشانغ» عام 1990 وعمل بها مستشارا لعدة سنوات، في عام 2006 اشترت هيونداي شركة يونغ تشانغ، وتم تعيين رايموند كورزويل كرئيس إستراتيجية لأنظمة الموسيقى في كانون الثاني 2007

## عائلته
رايموند كورزويل متزوج وأب لطفلين، زوجته صونيا وهي طبيبة نفسانية متخصصة في الأطفال، ابنه يعمل مستشارا تجاريا وابنته مصممة رقصات.

## مؤلفاته
عصر الآلات الذكية عام 1999
10 حلول من اجل حياة صحية 1993
عصر الآلات الروحية 1998
كتاب حول الصحة والتغذية «رحلة رائعة، عش طويلا حتى تعيش إلى الأبد» شارك في تأليفه «ويتري غروسمان» وهو طبيب متخصص في الطب البديل.2004
الوحدانية قريبة، نشر عام 2005، وقدم الكتاب في فيلم من بطولة «بولي بيريت» «ان سي أي اس»
أحدث كتاب يحمل عنوان «تسع خطوات لعيش كريم إلى الابد» 28 نيسان 2009
مشروع كتاب يحمل عنوان «كيف يعمل العقل، وكيف نبني عقلا».

## التقدير والجوائز
- المركز الأول في المعرض الدولي للعلوم 1965.[12]
- عام 1978 جائزة غريس هوبر موراي من جمعية الحوسبة الآلية. وتمنح هذه الجائزة سنويا لأحد الشباب المهنية الكمبيوتر" ويرافقه على جائزة 35,000 دولار. كورزويل فاز بها لاختراعه لآلة القراءة الذكية.[15]
- و1990 جائزة «مهندس العام» جائزة.
- في عام 1994 جائزة ديكسون في مجال العلوم. وتمنح واحدة في كل عام من قبل جامعة «كارنيجي ميلون» إلى الأفراد الذين قدموا إنجازات لا سيما في مجال العلم. وتعطى كل من ميدالية وجائزة 50,000 دولار إلى الفائزين.
- في عام 1998 «جائزة مخترع لهذا العام» من معهد ماساتشوستس للتكنولوجيا.[16]
- الميدالية الوطنية للتكنولوجيا عام 1999 وهذه هي أعلى جائزة يقدمها رئيس الولايات المتحدة، يمكن أن تضفي على الأفراد والجماعات المطورين للتكنولوجيات الجديدة الرائدة، كما قدم بيل كلينتون لكورزويل الميدالية الوطنية للتكنولوجيا خلال مراسم أقيمت في البيت الأبيض تقديرا لتنمية كورزويل لتقنيات الكمبيوتر المستندة إلى مساعدة المعاقين.[17][18]
- في عام 2000 جائزة مهرجان تيلورايد التقنية للتكنولوجيا.[19][20]
- لعام 2001 جائزة ميلسون من معهد ماساتشوستس للتكنولوجيا حول تطويره تقنيات لمساعدة المعاقين. وهي جائزة يلقاها واحد فقط في كل سنة مع جائزة $ 500,000 ترافق الجائزة.[21][22]
- كورزويل تلقى 17 دكتوراه فخرية بين عامي 1982 و 2010.[23][24]

## موقف على تكنولوجيا النانو
يعد كورزويل عضوت في المجلس الاستشاري للعلوم، وقد أدلى بشهادته أمام الكونغرس حول موضوع تكنولوجيا النانو، ودعى أن تكنولوجيا النانو يمكن أن تحل المشاكل العالمية الهامة مثل الفقر والمرض، وتغير المناخ.

## طموحاته
اختراع روبوت يمكن ضخّه في الشرايين لإصلاح أي عطل في الجسم...
يقول رايمند كورزويل في كتابه إن البشرية ستحقق في السنوات العشرين المقبلة طفرة وقفزة علمية هائلة لعل أهم صورها اختراع روبوت لا يرى بالعين المجردة، في حجم كرية الدم الواحدة، يمكن ضخّه في الشرايين لإصلاح أي عطل في الجسم، وضبط أي خلل هنا أو هناك.
يأمل في بناء وبرمجة روبوت جديد أطلق عليه اسم «نانو - روبوت» يتم توجيهه بواسطة الكمبيوتر ويسبح بأعداد هائلة في الشرايين والأوردة على اختلاف أحجامها وأشكالها أو مواضعها، لإصلاح جميع أنواع المشكلات الصحية في العضلات أو العظام أو الشرايين.. حتى أن هذا الروبوت، كما رايموند، سيكون قادراً على إصلاح أي خلل في الجسم من الرأس حتى أخمص القدمين مروراً بالشعر والأظافر.
يحاول رايموند كورزويل رسم صورة للمستقبل قائلا أننا في العالم الافتراضي نقوم بأعمال افتراضية ونعمل ونتاجر لكن الواقع الافتراضي هو الواقع الحقيقي والألعاب الإلكترونية تقدم المثال عما ستكون الأوضاع مستقبلا وسنضطر إلى قضاء مزيد من الوقت في بيئات افتراضية.
يعتقد رايموند أن مع إمكانية زيادة طاقة الكومبيوترات مليار ضعف على طاقتها في الوقت الحالي وتقليص الحجم مائة مرة عن الحجم في الوقت الراهن خلال السنوات الخمس والعشرين معناه الوصول إلى أجهزة كومبيوتر بحجم كرية الدم "قادرة على الدخول إلى داخل أجسامنا للمحافظة على صحتنا وحتى الوصول إلى الدماغ وبالتالي زيادة ذكاء الإنسان. أي انه مع إنتاج مثل هذه الكومبيوترات سيكون بمقدورنا الوصول إلى الصورة الكاملة للعالم الافتراضي الموجودة داخل جملتنا العصبية.
يرى رايموند أن حجم الكومبيوتر سيتضاءل خلال السنوات الخمس والعشرين المقبلة وستكون اصغر من حجمها في الوقت الراهن بمائة ألف مرة. وان العلم قادر الآن على وضع جهاز كومبيوتر بحجم "حبة الفستق السوداني داخل الدماغ وهو الأمر المتبع في معالجة الأشخاص المصابين بمرض الباركينسون ليقوم بوظيفة الأعصاب التي أدى المرض إلى تلفها.

## مميزاته
لا يقود سيارته في الطرق السريعة، أو في أوقات الزحام، وفي الوقت نفسه يحرص على إبقاء مسافة كبيرة بين سيارته والسيارات الأخرى.. لا يتواجد في أي مكان مغلق إذا كان هناك أي مدخن.. يتناول يومياً مائتين وخمسين حبة فيتامين من كل الأشكال والأنواع، ويشرب ما بين 8 - 10 كأس من المياه المعدنية وفوقها 10 فناجين من الشاي الأخضر، بالإضافة طبعاً إلى ممارسة التمارين الرياضية الخفيفة يومياً والابتعاد إلى أقصى حد ممكن عن لمس أو الاقتراب من أي شيء يمكن أن يؤذيه أو يسبب له الضرر.. لا يغضب ولا ينفعل مهما حدث..

## أفكاره
رايموند كرزويل معروف بأفكاره الغريبة فهو الآن يؤمن بأننا على وشك دخول عصر جديد في «الوحدانية»، حيث ستمكننا «تقنية التدوين الدماغي» من مراسلة بعضنا البعض، أو الجري بأقصى سرعة لمدة 15 دقيقة، أو حتى البقاء على قيد الحياة إلى الابد، اخترع أول آلة قادرة على قراءة الكتب للمكفوفين سنة 1976، وبعدها بأقل من 10 سنوات، اخترع أول آلة للتأليف الموسيقي لمحاكاة صوت البيانو سماها «كاي.250»
ويؤمن كورزويل (61 عاماً) بحق أنه باستخدام تقنيات متطورة والحمض النووي سيتمكن من استحضار والده فريدريك، الذي توفي جراء ازمة قلبية في العام 1970.
ووفقاً لتقديرات كورزويل، سنتمكن بحلول نهاية الثلاثينيات من القرن الحادي والعشرين من تحميل أدمغتنا على الكومبيوتر «لمسح شخصية الفرد كاملاً، وذكرياته ومهاراته وتاريخه». وبحلول العام 2045، سيصـــبح الإنسان ذكياً لدرجة تمكنه من نـــشر ذكائه في الكون، خارج الأرض.
ويعتبر كورزويل أن «المسألة المهمة لا تكمن فقط في أن شيئاً مذهلاً سيحصل في العام 2045»، بل «هناك أمر استثنائي يحصل الآن»، محاولاً شرح نظريته في كتابه «الوحدانية»: في مرحلة مستقبلية عندما تكون سرعة التغير التكنولوجي فائقة وتأثيرها عميقاً جداً، ستكون الحياة الإنسانية قد تغيرت بطريقة لا رجعة عنها. عندها سيكون التطور والتغير السريع قد بلغ علم الجينات وتكنولوجيا النانو والروبوتات، بطريقة تفوق أي خيال.

## قالوا عنه
البروفسور توماس بيرل المتخصص في أعراض الشيخوخة بجامعة بوسطن يقول إنه لا يستطيع اتهام كورزويل بالشعوذة «لكني أقول إن أفكاره عن قهر الموت والوصول إلى الأبدية والخلود تتسم بالسذاجة والتسطيح».
أما «البروفسور شيروين نولاند» المتخصص في علم الأحياء بكلية الطب التابعة لجامعة «يال» فيقول إن كورزويل عبقري. لكن المسؤول عن أبحاث الجينات في الجامعة الأميركية البارزة يضيف قائلاً إن الرجل نتاج عصر النرجسية التي تجعل الأذكياء يتصورون أن العالم لن يسير من دونهم وبالتالي يعتقدون أنهم خالدون إلى الأبد، ويمضي قائلاً إن العباقرة غالباً ما يعملون على قاعدة الخوف من الموت والانقراض، وبالتالي فإن هذا الشعور يمنعهم من التفكير بأن للطبيعة البشرية حدوداً لا يمكن تجاوزها.
قد يقال أنه عنه رجل مجنون، لكن، في العام 2005، استحق كورزويل تهنئة شخصية من ميخائيل غورباتشيف لاستشرافه الدور الحيوي لتقنيات الاتصال إبان انهيار الاتحاد السوفياتي.
يصفه بيل غيتس بأنه "أفضل شخص في تنبؤ مستقبل الذكاء الاصطناعي.

## رده على منتقديه
يرد كورزويل بالقول إن الذين ينتقدون آراءه وأفكاره عاجزون عن تصور الإمكانات الهائلة التي ستوفرها التكنولوجيا للبشرية.. فالتكنولوجيا تضاعف منجزاتها في كل يوم تقريباً.. وما ستحققه البشرية بفضل التكنولوجيا في عام واحد يفوق ما حققته طوال مئات السنين.

## روابط خارجية
- ريموند كرزويل على موقع IMDb (الإنجليزية)
- ريموند كرزويل على موقع الموسوعة البريطانية (الإنجليزية)
- ريموند كرزويل على موقع ألو سيني (الفرنسية)
- ريموند كرزويل على موقع ميوزك برينز (الإنجليزية)
- ريموند كرزويل على موقع أول موفي (الإنجليزية)
- ريموند كرزويل على موقع إن إن دي بي (الإنجليزية)
- ريموند كرزويل على موقع ديسكوغز (الإنجليزية)
- ريموند كرزويل على موقع قاعدة بيانات الفيلم (الإنجليزية)
- ريموند كرزويل على موقع كينوبويسك (الروسية)